# 菅原梨央
菅原 梨央（すがわら りお、1995年6月29日 - ）は、日本のモデル、歌手、アイドル。ミスヤングチャンピオン2011グランプリ。
宮城県仙台市出身。元MORADO COMPANY所属。

## 略歴
2007年、11歳からモデルとして活動を開始。2008年5月15日に仙台SOSモデルエージェンシー（現：モラドカンパニー）内で結成され、活動を行っていたダンス&ボーカルユニットSPLASHの3期メンバーに、SPLASHの下部組織であるSPLASH Jr.から昇格した。2009年7月、メジャーデビューを視野に入れた全国展開を目的に結成されたユニット・テクプリのメンバーに選出され、サブリーダーを務めた。
2011年、秋田書店が発行している青年漫画雑誌『ヤングチャンピオン』のグラビアアイドルオーディション『ミスヤングチャンピオン2011』に出場し、約2,000名の応募者の中から半年の審査期間を経てグランプリを獲得した。2011年12月1日、Beeマンガで配信された『池袋ウエストゲートパーク』にヒロインのヒカル役で声優に初挑戦した。2014年、映画『ソフテン!』に金華高校ソフトボール部のセカンド・新井役で出演した。2014年5月、新宿村LIVEで上演された舞台『読モの掟!』に響役で出演した。
2013年7月、テクプリを解散した。2013年9月、テクプリの元メンバー佐藤友紀乃、米倉桃華と共にユニット・アイリス (by MORADOLL)を結成し、リーダーを務めた。その他、アイドルとしての活動のほか東北地方を中心にモデル、CM、広告、ドラマ出演などの活動を行った。
2015年5月25日、公式ブログで2015年5月31日にアイリスを卒業し、活動拠点を東京へ移すことを発表した。2015年6月6日、TSUTAYA O-nestで開催された早乃香織3周年記念主催イベント『かおるりんMANIA』でNONAMESとしてデビューした。2015年10月、NONAMESを解散した。

## 人物
愛称は、オリちゃん。趣味は音楽鑑賞、キキララ集め。特技は計算。

## 作品

### 映像作品
- 菅原梨央 ミスヤングチャンピオン2011（2011年11月10日、イーネット・フロンティア） - EAN 4571369478244。
- 菅原梨央 ピュア・スマイル（2012年4月20日、竹書房） - ISBN 9784812449097。
- 菅原梨央 サマプリ〜真夏のプリンセス（2012年9月20日、ラインコミュニケーションズ） - EAN 4529971405431。

## 出演

### テレビドラマ
- キボウノミチ（2011年、東北放送）[3]

### その他のテレビ番組
- 東北Z ぶらバン2011 定禅寺ストリートジャズフェスティバル（2011年11月21日、NHK総合）[3]
- ジュニ体操（2013年9月22日・29日、仙台放送）[3]
- 寝ラレナgirls(2013年12月30日、東北放送）[3]
- 仙台⇔タイ経済交流ゼミナール(2014年2月22日、仙台放送）[3]
- 北国からのコンサート(2014年3月7日、NHK総合-東北6県ブロック）[3]
- ハライチの神アプリ＠隆盛期〜ON LINE〜（2014年4月15日、テレビ東京）[3]

### 映画
- ソフテン!(2014年） - 金華高校ソフトボール部セカンド・新井 役[3]。

### 舞台
- 読モの掟!（2014年） - 響 役[3]。

### 声優
- 池袋ウエストゲートパーク（2011年、Beeマンガ） - ヒカル 役[20]。

### CF
- 柏屋（福島県)
- 昭和ドライバーズカレッジ(2013年 - 、福島県)[3]
- あすなろ学院(宮城県)[3]

### スチール
- 思学舎（茨城県）
- ノートルダム盛岡（岩手県）[3]
- ケーズデンキ（茨城県）[3]
- NTTドコモ（岩手県）[3]
- 尚絅学園（宮城県）[3]
- えぼしスキー場（宮城蔵王観光）（東北6県）[3]

### イベント
- 神戸コレクションマーケット2013 神戸ガールから東北ガールへ（2013年）[21]

## 書籍

### 写真集
- スクールガールジャパン（2012年、エバーグリーンブックス）
- 菅原梨央「サマプリ〜真夏のプリンセス」（2013年2月8日、ラインコミュニケーションズ）[22]
- さんぽガール 東京編 菅原梨央さん（2013年6月、小林幹幸-evergreen-）
- 菅原梨央「仙台のアイドル女子高生」（2013年12月13日、週刊プレイボーイ）[23]
- さんぽガール 菅原梨央さん 恵比寿編（2016年1月1日、百葉舎）[24]